# Малое Иевлево
Малое Иевлево — деревня в составе Воздвиженского сельсовета в Воскресенском районе Нижегородской области.

## География
Находится на расстоянии примерно 16 километров по прямой на северо-восток от районного центра поселка  Воскресенское.

## История
Деревня основана в начале 1730-х годов переселенцами из села Большое Иевлево. Деревня входила в Макарьевский уезд Нижегородской губернии, в 1859 году отмечено 23 двора и 116 жителей. Последний владелец – Облеухов. В 1911 году учтено 30 дворов, а в 1925 году 427 жителей.

## Население
Постоянное население составляло 74 человека (русские 99%) в 2002 году, 48 в 2010 году .